# Nordre Land

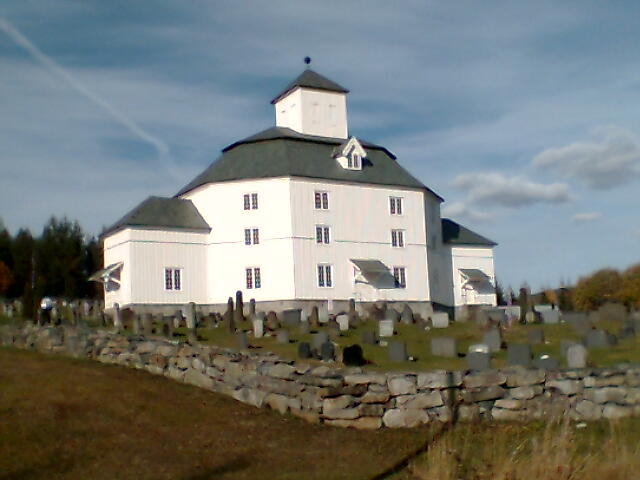
Một nhà thờ tại đô thị Nordre Land.

Nordre Land là một đô thị ở hạt Oppland, Na Uy. Nó là một phần của khu vực truyền thống của đất đai. Trung tâm hành chính của đô thị này là làng Dokka.
Đô thị cũ Land được chia thành Nordre Land và Søndre Land vào năm 1847. Khu vực Torpa đã được tách từ Nordre Land ngày 01 tháng 1 năm 1914 để trở thành một đô thị riêng biệt, nhưng nó đã được sáp nhập trở lại vào Nordre Land ngày 1 tháng 1 năm 1962.